# Am liebsten Marlene
Am liebsten Marlene ist eine 21-teilige Arztserie des ZDF mit Kathrin Waligura in der Titelrolle, die von Oktober 1998 bis März 1999 lief.

## Inhalt
Dr. Marlene Milde ist vielseitig beschäftigt, so bekleidet sie eine Halbtagsstelle in der Bahnhofsmission am Berliner Ostbahnhof, arbeitet in einer Arztpraxis am Prenzlauer Berg und fährt zusätzlich gelegentlich die Noteinsätze. Sie kümmert sich um alle Menschen gleichermaßen, setzt sich für die Obdachlosen ein und hilft Drogensüchtigen und Alkoholikern. Privat ist sie Mutter des pubertierenden Sohnes Oliver und hat in den Sportlehrer und Boxer Bernd Hennes ihren neuen Lebensgefährten gefunden.

## Produktion
1997 entschied das ZDF nach dem Serienerfolg von Für alle Fälle Stefanie auf dem Privatsender Sat.1 eine weitere Arztserie mit Kathrin Waligura in der Hauptrolle zu konzipieren. Wie bei Für alle Fälle Stefanie zeichnete auch hier die Novafilm Fernsehproduktion verantwortlich und Berlin ist ebenso Handlungs- und Drehort. Die am 8. Oktober 1998 gesendete Pilotfolge Zwischen Himmel und Erde wurde in Spielfilmlänge gezeigt, die weiteren 20 fünfzig-minütigen Folgen liefen von Oktober 1998 bis März 1999 stets donnerstags um 20:15 Uhr im ZDF. Die Serie wurde von den Zuschauern gut aufgenommen. Trotzdem war Waligura gegen eine Fortsetzung, da das Drehpensum für zwei Serien ihr zu viel gewesen sei.

## Folgen
1. Zwischen Himmel und Erde (8. Okt. 1998, Pilotfilm in Spielfilmlänge)
2. Vater und Sohn (15. Okt. 1998)
3. Ein Wunder für Maja (22. Okt. 1998)
4. Seitensprünge (29. Okt. 1998)
5. Der Spinner (5. Nov. 1998)
6. Luzifer und Clown (12. Nov. 1998)
7. Glaube, Hoffnung, Liebe (19. Nov. 1998)
8. OP mit Spätfolgen (26. Nov. 1998)
9. Vater gesucht (3. Dez. 1998)
10. Auf Messers Schneide (10. Dez. 1998)
11. Das schönste Geschenk (17. Dez. 1998)
12. Schwellenangst (7. Jan. 1999)
13. Antrag auf lebenslänglich (14. Jan. 1999)
14. Sehnsucht nach mehr (21. Jan. 1999)
15. Das himmlische Kind (28. Jan. 1999)
16. Weissagung (4. Feb. 1999)
17. Zwischen allen Stühlen (11. Feb. 1999)
18. Hochzeitsglocken (18. Feb. 1999)
19. Grad (25. Feb. 1999)
20. Volles Risiko (4. März 1999)
21. Neue Ufer (11. März 1999)